# 파울라너

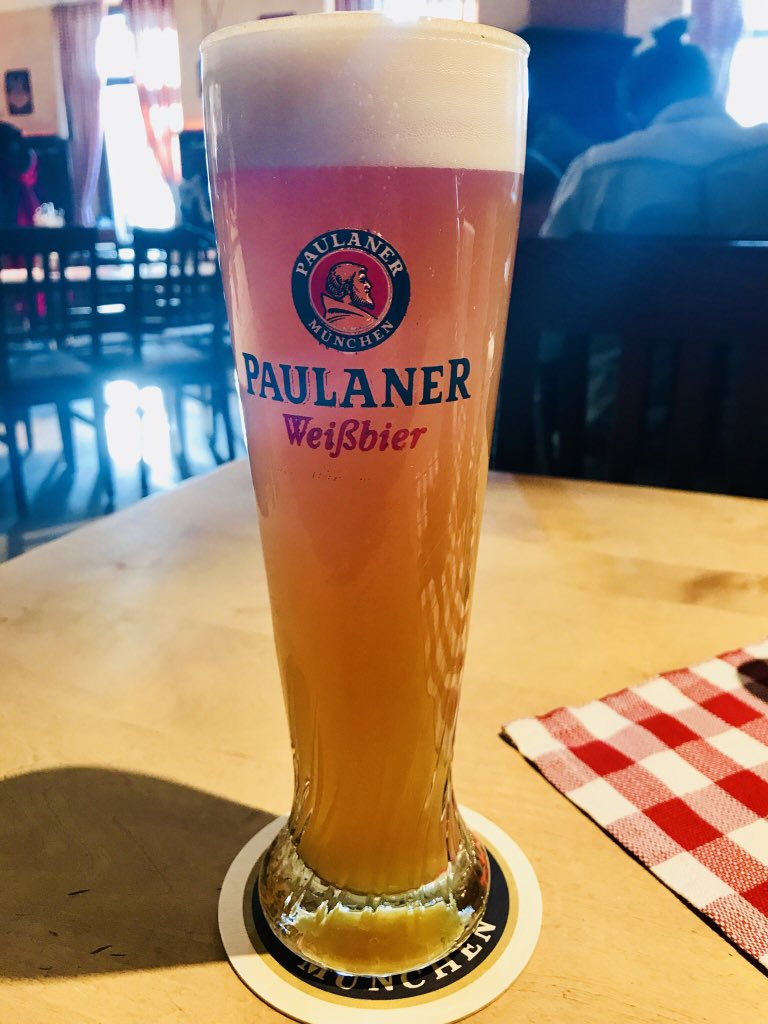
맥주

파울라너(Paulaner)는 16세기 독일 뮌헨에서 시작된 맥주 회사이다. 이름은 성 프란치스코 바오로에서 유래됐다. 2008년 기준, 독일 맥주회사 생산량 순위에서 8위이다.

## 같이 보기
- 칼스버그
- 하이네켄
- 하이트진로